# Ptoza vjeđe
Ptoza vjeđe li ptoza kapka je poremećaj u kojem je gornji očni kapak spušten. Spuštenost se može javiti zbog umora pojedinih mišića, kao posljedica neispavanosti i tada govorimo o  "lazy eye" (lijenom oku), iako se taj termin obično odnosi na ambliopiju, te ih ne treba miješati. Ako je stanje teže i ne liječi se pravovremeno, može dovesti do drugih očnih poremećaja, kao što su ambliopija ili astigmatizam. Zato je naročito važno za ovaj poremećaj da se liječi na vrijeme kod djece, kako ne bi utjecalo na uredan razvoj vida. 

## Uzroci
Ptoza kapka nastaje zbog slabosti mišića koji podižu gornju vjeđu (m. levator palpebrae sup. i m. tarsalis sup. -  Müllerov mišić). Razlikujemo kongenitalne i stečene. Kongenitalne ptoze su nasljedne i mogu nastati zbog hipoplazije m. levator palpabae sup. (podizač vjeđe) ili hipoplazije vlakana n. oculomotoriusa koji inervira ovaj mišić. Nasljeđuju se dominantno i češće su zahvaćena oba oka. Stečene ptoze mogu se javiti zbog staračke distrofije mišića, lezije n. oculomotoriusa,  traume ili oštećenja mišića koji podiže vjeđu ili zbog oštećenja vratnog simpatikusa. Kod staračkih slabosti najčešće su zahvaćana oba oka. Lezija živca i oštećenje mišića mogu biti posljedice neke druge bolesti ili stanja, kao što su šećerna bolest, tumori mozga ili miastenija gravis koji dovodi do slabosti mišića. Oštećenje simpatikusa uzrokuje Hornerov sindrom gdje uz ptozu vjeđe imamo još miozu zjenice (suženje) i enoftalmus (dojam da je oko uvučeno).

## Klasifikacija
Ovisno o uzroku može se svrstati u: 
- Neurogene ptoze koje uključuje paralizu n. oculomotoriusa, Hornerov sindrom i još neka druga stanja.
- Miogene ptoze koje uključuju miastenija gravis, miotonična distrofije, očnu miopatiju, nasljednu ptozu.
- Aponeurotske ptoze koje nastaju zbog degenerativnih promjena ili postoperativno
- Mehaničke ptoze koje nastaju zbog edema ili tumora gornjeg kapka.
- Neurotoksičke ptoze koje su klasičan simptom kod ugriza otrovnih zmija i paukova.
- Pseudoptoze koje se mogu javiti kao posljedice upale konjunktiva ili edema kapka

## Liječenje
Liječenje ovisi o vrsti ptoze i može biti kirurško, uzročno i simptomatsko. Najčešće se vrši kirurški i to plastičnim i rekonstrukcijskim operacijama koje dovode do skraćenja mišića podizača gornje vjeđe (m. levator palpabae sup.).
Kirurški postupci uključuju: 
- Resekcija mišića koji podiže vjeđu (m. levator palpabrae sup.)
- Resekcija Müllerovog mišića (m. tarsalis sup.)

Konzervativno liječenje, tj. simptomatsko uključuje upotrebu posebnih naočala i kontaktnih leća koje omogućuju potporu gornjoj vjeđi. Uzročno liječenje je usmjereno liječenju primarne bolesti koja je dovela do ptoze.